# Aminopropionitril
Aminopropionitril (také nazývaný β-aminopropionitril, zkráceně BAPN) je organická sloučenina obsahující nitrilovou i aminovou skupinu. Vyskytuje se v přírodě a má využití v biomedicíně.

## Výroba
Aminopropionitril se vyrábí reakcí amoniaku s akrylonitrilem.

## Výskyt a použití
BAPN se vyskytuje v rostlinách z rodu hrachor, jako je například hrachor vonný. Způsobuje nemoci osteolatyrismus, neurolatyrismus a angiolatyrismus.
Také se používá jako antirevmatikum ve veterinárním lékařství.